# Три кольори: Червоний
«Три кольори: червоний» (фр. Trois Couleurs: Rouge) — фільм-драма Кшиштофа Кесльовського 1994 року; третя частина трилогії «Три кольори».
Останній фільм померлого в 1996 році Кесльовського. Після прем'єри фільму в Каннах у 1994 році режисер заявив про свій відхід з кіно. На 5 вересня 2021 року фільм займав 243-ю позицію у списку 250 кращих фільмів за версією IMDb.

## Сюжет
Студентка Женевського університету Валентина, яка підробляє фотомоделлю, випадково збиває собаку літнього судді, що відійшов від справ. Так вона знайомиться зі старим цинічним дідусем, що веде досить замкнутий спосіб життя. Він прослуховує телефонні розмови своїх сусідів. Дуже скоро судді вдається зачарувати Валентину, між ними виникає симпатія, попри різницю у віці.
Одночасно розповідається про Огюста, сусіда Валентини, який навчається на юридичному факультеті. Вони часто зустрічаються, але все ще не знайомі. Лише під час поїздки до Англії доля зводить їх разом: через шторм тоне пором, лише небагатьом вдається врятуватися, серед них — Огюст, Валентина і головні герої двох перших частин трилогії, Домінік і Кароль («Три кольори: білий») і Жюлі та Олів'є («Три кольори: синій»).

## У ролях
- Ірен Жакоб — Валентина Дюссо
- Жан-Луї Трентіньян — суддя
- Жан-П'єр Лорі — Огюст Брюне
- Фредерік Федер — Карен
- Самюель Ле Б'ян — фотограф
- Ельжбета Ясинська — жінка
- Жан Шлегель — сусід

## Цікаві факти
- У кожній з частин трилогії зустрічається літня жінка, яка намагається засунути порожню пляшку в сміттєвий контейнер. Тільки в цій останній частині Валентина допомагає їй, в інших частинах головні герої просто спостерігають.
- Під кінець фільму, по телебаченню показані реальні кадри загибелі порома «Herald of Free Enterprise». Катастрофа сталася в 1987 році в протоці Ла-Манш.

## Нагороди та номінації

### Нагорода
- 1995 — Премія «Сезар»
  - Найкраща музика до фільму — Збігнев Прайснер
- 1995 — Премія «Незалежний дух»
  - Найкращий зарубіжний фільм — Кшиштоф Кесльовський

### Номінації
- 1995 — Премія «Оскар»
  - Найкраща операторська робота — Петро Собочинський
  - Найкращий режисер — Кшиштоф Кесльовський
  - Найкращий сценарій — Кшиштоф Кесльовський, Кшиштоф Песевич
- 1995 — Премія BAFTA
  - Найкраща акторка — Ірен Жакоб
  - Найкращий фільм не англійською мовою — Марен Кармітц, Кшиштоф Кесльовський
  - Найкращий адаптований сценарій — Кшиштоф Кесльовський, Кшиштоф Песевич
  - Премія імені Девіда Ліна за найкращу режисуру — Кшиштоф Кесльовський,
- 1994 — Каннський кінофестиваль
  - «Золота пальмова гілка» — Кшиштоф Кесльовський
- 1995 — Премія «Сезар»
  - Найкращий актор — Жан-Луї Трентіньян
  - Найкраща акторка — Ірен Жакоб
  - Найкращий режисер — Кшиштоф Кесльовський
  - Найкращий фільм — Кшиштоф Кесльовський
  - Найкращий звук — Вільям Флаголле, Жан-Клод Ларе
  - Найкращий сценарій — Кшиштоф Кесльовський, Кшиштоф Песевич
- 1994 — Премія «European Film Awards»
  - Найкращий фільм — Марен Кармітц
- 1995 — Премія «Золотий глобус»
  - Найкращий фільм іноземною мовою